# Nanum
Nanum, de acordo com a Lista Real Sumeriana, foi um dos quatro rivais (os outros foram Elulu, Emi, e Iguigui) que tentaram obter o controle da Acádia durante um período de interregno após a morte de Sarcalisarri.